# كريستينا ساندبرغ (كاتبة)
كريستينا ساندبرغ (بالسويدية: Kristina Sandberg)‏ هي مؤلفة وكاتِبة سويدية، ولدت في 3 ديسمبر 1971 في سوندسفال في السويد.